# Alois Huber (Politiker, 1962)

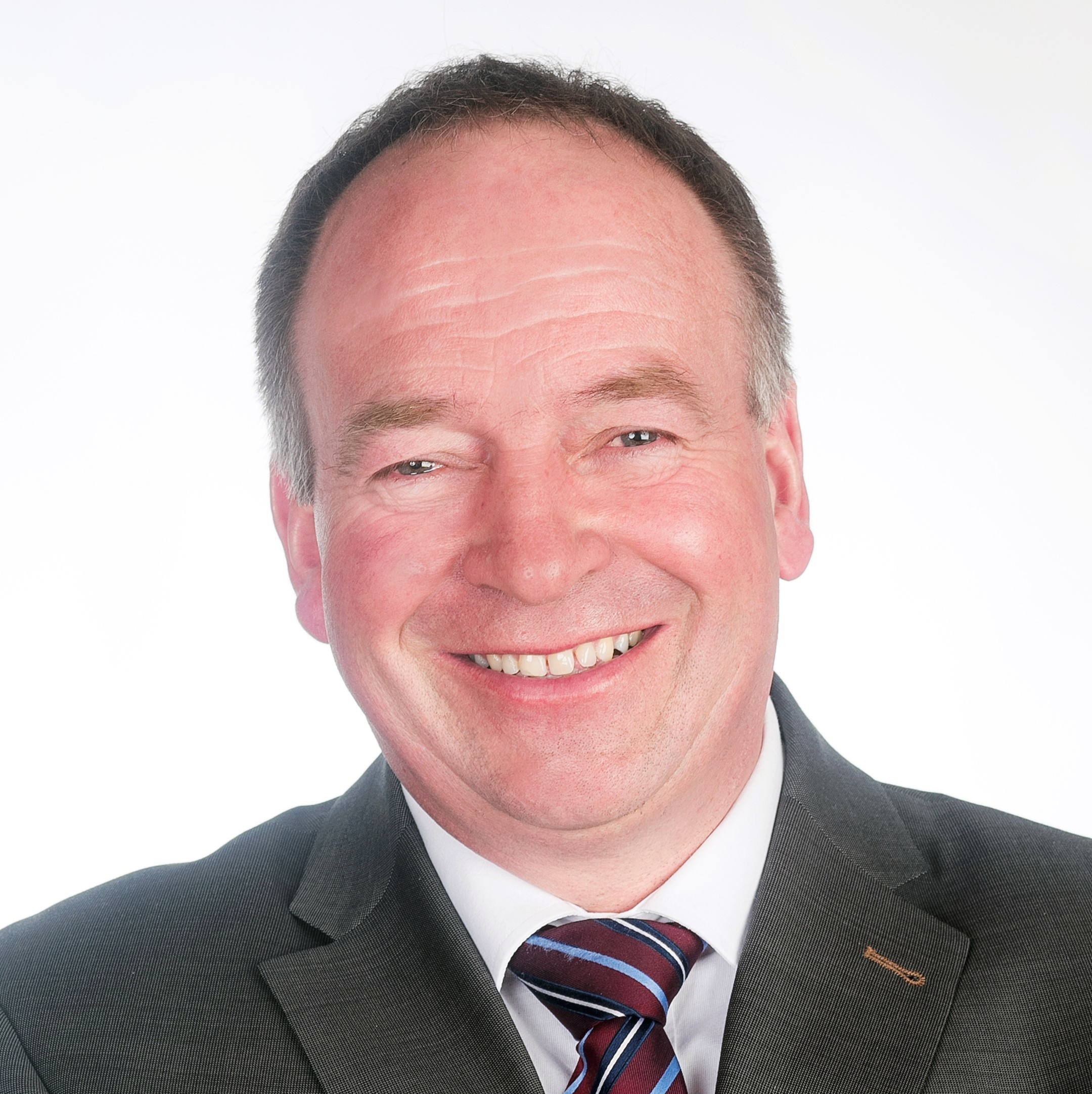
Alois Huber, 2019

Alois Huber (* 21. November 1962 in Muri AG, heimatberechtigt in Boswil) ist ein Schweizer Politiker (SVP) und Landwirt. Seit dem 2. März 2020 ist er Mitglied des Nationalrats und wurde im Jahr 2022 Präsident des Schweizerischen Pächterverbands.

## Beruf und Familie
Huber ist Landwirt und absolvierte 1988 die eidgenössische Meisterprüfung. Von 1984 bis 1990 war er Betriebsleiter eines Betriebs für Schweinezucht und -mast und von 1991 bis 1999 des Gutsbetriebs «Kinderheim St. Benedikt» in Hermetschwil. Im Jahre 1999 übernahm er die Pacht des Gutsbetriebs Schloss Wildegg, den er nach wie vor bewirtschaftet.
Alois Huber ist verheiratet und hat fünf Kinder.

## Politik und Ämter
Von 2012 bis zu seinem Rücktritt am 7. Januar 2020 war Huber aargauischer Grossrat. Am 3. März 2020 trat er im Nationalrat die Nachfolge von Jean-Pierre Gallati an. Gallati war von seinem bei der Nationalratswahl am 20. Oktober 2019 gewonnenen Nationalratssitz zurückgetreten, da er im zweiten Wahlgang am 24. November 2019 zum Aargauer Regierungsrat gewählt worden war.
Alois Huber war von 2013 bis 2021 Präsident des Bauernverbands Aargau, ist seit 2021 Vizepräsident des Schweizer Bauernverbands (SBV),  
Verwaltungsrat des Landwirtschaftlichen Bau- und Architekturbüros des SBV, Vorstandsmitglied von «Mittelland Milch» und Verwaltungsrat der Aargauer Zentralmolkerei. Zudem ist er Präsident des Landwirtschaftlichen Klubs der Bundesversammlung.